# فقر الدم أثناء الحمل
فقر الدم، هو حالة يكون فيها الدم منخفضًا عن المعدل الطبيعي في عدد خلايا الدم الحمراء أو تركيز الهيموغلوبين. أما فقر الدم في الحمل فهو انخفاض في إجمالي خلايا الدم الحمراء أو الهيموغلوبين خلال فترة الحمل. يُعتبر فقر الدم حالة شائعة جدًا في الحمل على مستوى العالم، ويُسبب العديد من المخاطر الصحية لكل من الأم والجنين.
رغم أن فقر الدم أثناء الحمل قد يكون مرضيًا، فإن معظم حالات الحمل الطبيعية تتميز بما يسمى بفقر الدم الفيزيولوجي أو التخفيفي، حيث يكون الارتفاع في كتلة خلايا الدم الحمراء أقل من الزيادة في حجم البلازما، مما يؤدي إلى انخفاض معتدل في تركيز الهيموغلوبين.
عادةً ما تكون علامات وأعراض فقر الدم عند الحامل غير محددة، ولكن يمكن أن تشمل التعب، شحوب الجلد، ضيق التنفس، خفقان القلب، والدوار. هناك عواقب معروفة لفقر الدم على الأم تشمل: إجهاد القلب والأوعية الدموية، انخفاض الأداء البدني والعقلي، انخفاض مخزون الدم أثناء الولادة، زيادة خطر الحاجة لنقل دم خلال الولادة، وزيادة خطر وفاة الأم.

## الأسباب
في أبسط المصطلحات، ينتج فقر الدم عن ضعف إنتاج خلايا الدم الحمراء، أو زيادة تدمير خلايا الدم الحمراء أو فقدان الدم.يمكن أن يكون فقر الدم خلقياً (أي حالات مثل فقر الدم المنجلي والثلاسيميا) أو مكتسب (أمثل فقر الدم بعوز الحديد أو فقر الدم نتيجة للعدوى).
السبب الأكثر شيوعا لفقر الدم في الحمل في جميع أنحاء العالم هو فقر الدم بسبب نقص الحديد .وهناك حاجة إلى الحديد للعديد من العمليات الفسيولوجية في الجسم، وتشير الدراسات القائمة على الملاحظة إلى أن نقص الحديد أثناء الحمل قد يؤدي بشكل مستقل إلى تشوهات معرفية أو سلوكية في الطفل. كما يعاني أطفال النساء المصابات بمرض نقص المناعة المكتسب (الإيدز) من خطر متزايد من انخفاض الوزن عند الولادة، حيث يولدون قبل الأوان، وأكثر عرضة للإصابة بالعدوى، ويعانون من الموت في الرحم.
بالإضافة إلى نقص الحديد، تشمل الأسباب الأخرى لفقر الدم في المرأة اما قبل الحمل بالعجزو نقص التغذية مثل نقص حمض الفوليك والفيتامين بي 12. تشمل الأسباب الخلقية لفقر الدم التي قد تزداد سوءًا خلال فترة الحمل: اعتلال الهيموغلوبين، مثل فقر الدم المنجلي والثلاسيميا، بالإضافة إلى حالات خلل في الخلية الحمراء و / أو تشوهات إنزيمية .
الوقاية والعلاج، خاصة من فقر الدم بسبب نقص الحديد، متاح على نطاق واسع، ولكن لا يتم تنفيذه باستمرار. قد يتطلب فقر الدم الحاد نقل خلايا الدم الحمراء خاصة إذا كان هناك فقدان كبير في الدم عند الولادة.
- يعتبر نقص الأم في الحديد السبب الأكثر شيوعًا لفقر الدم التوليدي وهو حالة قابلة للعلاج.
- فقر الدم الأمومي متكرر بالرغم من الإرشادات والعلاج المتاح على نطاق واسع .
- يُعتقد أن فقر الدم الأمومي هو السبب الأكثر شيوعًا لوفاة الأمهات في جميع أنحاء العالم .
- يزيد فقر الدم أثناء الحمل من خطر تحريض المخاض والولادة القيصرية .
- يزيد فقر الدم أثناء الحمل من خطر فقر الدم ما بعد الحمل .
- يرتبط نقص الحديد أثناء الحمل بعدد من التأثيرات الضارة على الجنين، مثل تقييد نمو الجنين داخل الرحم، والوفاة في الرحم، والعدوى، والولادة قبل الأوان، والضرر العصبي، والذي قد يكون لا رجعة فيه.
- الفشل في علاج نقص الحديد الأم قد ينتقل إلى الحمل التالي للمرأة .

قص الحديد هو السبب الأكثر شيوعا لفقر الدم في المرأة الحامل. خلال فترة الحمل، يبلغ متوسط الاحتياجات الإجمالية للحديد حوالي 1200 ملغ في اليوم للمرأة التي يبلغ وزنها 55 كجم. يستخدم هذا الحديد لزيادة كتلة الخلايا الحمراء، واحتياجات المشيمة ونمو الجنين.حوالي 40٪ من النساء يبدأن بحملهن بمخازن حديد منخفضة إلى غائبة وما يصل إلى 90٪ من مخازن الحديد غير كافية لتلبية متطلبات الحديد المتزايدة أثناء الحمل وفترة ما بعد الولادة.
يمكن أن يؤدي نقص حمض الفوليك والفيتامين بي 12 إلى فقر الدم في المريض الحامل .قد تؤدي الإصابة الطفيلية إلى فقر الدم.تشمل الأسباب المعدية الأخرى: الالتهابات البكتيرية والفطرية والفيروسية. قد يتفاقم فقر الدم الخلقي مثل فقر الدم المنجلي والثلاسيميا أثناء الحمل بسبب زيادة الطلب.

### نزيف ما بعد الولادة
عادة ما يتم تعريف النزيف التالي للوضع على أنه فقدان في الدم يزيد عن 500 مل بعد الولادة المهبلية ويزيد عن 1000 مل بعد الولادة القيصرية. النزيف الأولي هو الذي يحدث في غضون 24 ساعة بعد الولادة، في حين أن الثانوي يمكن أن يحدث حتى 12 أسبوعًا بعد الولادة . و هو شائع نسبيا مع حدوث 5-15 ٪ من جميع الولادات. ومع ذلك، فإن النزيف الذي يهدد الحياة، والذي حددته الكلية الملكية لأخصائيي التوليد وأمراض النساء (RCOG) كخسارة دم تقدر بأكثر من 2500 مل أو استلام > 5 وحدات من منتجات الدم أو علاج اعتلال التخثر، يحدث في 3.7 تقريبًا لكل 1000 الحمل.

## التشخيص
الاختبار الأكثر فائدة لتشخيص فقر الدم هو انخفاض عدد كرات الدم الحمراء، لكن قيم الهيموغلوبين والهيماتوكريت هي الأكثر استخدامًا في إجراء التشخيص الأولي لفقر الدم. من المهم ملاحظة أن النطاقات المرجعية لهذه القيم لا تكون هي نفسها في كثير من الأحيان بالنسبة للنساء الحوامل. بالإضافة إلى ذلك، غالباً ما تتغير القيم المختبرية للحمل طوال فترة الحمل .
التغيرات الهرمونية في المرأة الحامل تؤدي إلى زيادة في حجم الدم إلى 100 مل / كجم مع إجمالي حجم الدم ما يقرب من 6000-7000 مل. بينما تزيد كتلة الخلايا الحمراء بنسبة 15-20٪ أثناء الحمل، يزداد حجم البلازما بنسبة 40٪. تعتبر مستويات الهيموجلوبين أقل من 11 غ / دل خلال الأشهر الثلاثة الأولى، أقل من 10.5 غ / دل خلال الأثلوثين الثاني والثالث وأقل من 10 ملغ / ديسيلتر في فترة ما بعد الولادة تعتبر فقر الدم.

## الوقاية
يمكن الوقاية من فقر الدم بسبب نقص الحديد عن طريق تناول 15-60 ملغ من الحديد عن طريق الفم يوميًا. وعلاج فقر الدم أثناء الحمل وإدارة النزيف التوليدي يقلل من حدوث فقر الدم بسبب نقص الحديد.

## العلاج
علاج الحوامل مع فقر الدم بسبب نقص الحديد، ينصح بجرعات من الحديد عن طريق الفم ما بين 65-200 ملغ يوميا.
في حين أن الحديد الفموي هو في الوقت الحاضر المعيار الذهبي لفقر الدم الناجم عن نقص خفيف إلى معتدل، إذا تعذر تحمل الحديد الفموي أو ثبت أنه غير فعال، فيمكن للحديد الوريدي إحداث زيادة في مخازن الحديد في غضون يوم أو يومين وجعل مستويات الهيموغلوبين ضمن الطبيعي في غضون 1-3 أسابيع.
يجب أن يستهدف العلاج المرض أو الحالة التي تؤثر على الحامل .ويمكن علاج غالبية حالات فقر الدم عند الولادة بناء على أسبابها إذا تم تشخيصها في الوقت المناسب .
مكملات الحديد عن طريق الفم هي المعيار الذهبي لعلاج فقر الدم الناجم عن نقص الحديد ويمكن استخدام الحديد عن طريق الوريد عندما لا يكون الحديد الفموي فعال . علاج نزيف ما بعد الولادة متعدد العوامل ويشمل الإدارة الطبية، والإدارة الجراحية إلى جانب دعم منتجات الدم .
ينطوي نقل منتجات الدم على عدد من المخاطر سواء المخاطر المعدية أو غير المعدية . تشمل الأمراض المنقولة عن طريق النقل، على سبيل المثال وليس الحصر : فيروس نقص المناعة البشرية (HIV) ، فيروس التهاب الكبد C ، فيروس التهاب الكبد B ، مرض الزهري، مرض شاغاس، حمى الضنك وفيروس شيكونغونيا . تشمل المخاطر غير المعدية الناتجة عن نقل دم المنتج، على سبيل المثال لا الحصر : تفاعلات نقل الدم الانحلالي، تفاعلات نقل الدم التحسسي، الحمل الزائد الدوراني المرتبط بالنقل، اصابة بالامراض الرئوية الحادة المرتبطة بالنقل، الحمى . بسبب هذه المخاطر، يجب استخدام نقل الدم فقط في حالات النزيف الحاد والحالات التي تكون فيها مستويات الهيموغلوبين عند الأم منخفضة للغاية، بحيث يكون هناك خطر وشيك على الأم أو الجنين .